# Sevnica
 Sevnica  est une commune située en Basse-Styrie au centre de la Slovénie.

## Géographie
La commune est située le long de la rivière Save dans la région du Posavje.

### Villages
Les localités qui composent la commune sont Apnenik pri Boštanju, Arto, Birna vas, Blanca, Boštanj, Breg, Brezovo, Budna vas, Cerovec, Dedna Gora, Dolenji Boštanj, Dolnje Brezovo, Dolnje Impolje, Dolnje Orle, Drožanje, Drušče, Čanje, Čelovnik, Češnjice, Gabrijele, Gabrje, Gornje Brezovo, Gornje Impolje, Gornje Orle, Goveji Dol, Hinje, Hudo Brezje, Jablanica, Jelovec, Jeperjek, Kal pri Krmelju, Kamenica, Kaplja vas, Kladje nad Blanco, Kladje pri Krmelju, Koludrje, Kompolje, Konjsko, Krajna Brda, Križ, Krmelj, Krsinji Vrh, Laze pri Boštanju, Ledina, Leskovec v Podborštu, Log, Loka pri Zidanem Mostu, Lončarjev Dol, Lukovec, Mala Hubajnica, Malkovec, Metni Vrh, Mrtovec, Mrzla Planina, Novi Grad, Okroglice, Orehovo, Orešje nad Sevnico, Osredek pri Hubajnici, Osredek pri Krmelju, Otavnik, Pavla vas, Pečje, Pijavice, Podboršt, Podgorica, Podgorje ob Sevnični, Podvrh, Poklek nad Blanco, Polje pri Tržišču, Ponikve pri Studencu, Preska, Prešna Loka, Primož, Radež, Radna, Račica, Razbor, Rogačice, Rovišče pri Studencu, Selce nad Blanco, Sevnica, Skrovnik, Slančji Vrh, Slap, Spodnje Mladetiče, Spodnje Vodale, Srednik, Stržišče, Studenec, Svinjsko, Šentjanž, Šentjur na Polju, Škovec, Šmarčna, Štajngrob, Telče, Telčice, Trnovec, Trščina, Tržišče, Velika Hubajnica, Veliki Cirnik, Vranje, Vrh pri Boštanju, Vrhek, Zabukovje nad Sevnico, Zavratec, Zgornje Mladetiče, Zgornje Vodale, Znojile pri Studencu, Žigrski Vrh, Žirovnica et Žurkov Dol.

## Démographie
Entre 1999 et 2021, la population de la commune est restée stable avec une population supérieure à 17 000 habitants,.
Évolution démographique
| 1999   | 2000   | 2001   | 2002   | 2003   | 2004   | 2005   | 2006   | 2007   |
| ------ | ------ | ------ | ------ | ------ | ------ | ------ | ------ | ------ |
| 17 592 | 17 496 | 17 505 | 17 503 | 17 498 | 17 463 | 17 430 | 17 387 | 17 486 |
| 2008   | 2009   | 2010   | 2011   | 2012   | 2013   | 2014   | 2015   | 2016   |
| 17 633 | 17 649 | 17 646 | 17 595 | 17 559 | 17 460 | 17 414 | 17 481 | 17 510 |
| 2017   | 2018   | 2019   | 2020   | 2021   |        |        |        |        |
| 17 469 | 17 446 | 17 537 | 17 642 | 17 639 |        |        |        |        |

## Sport
Handball
- RK Sevnica

## Personnes célèbres
- Melania Trump, mannequin, épouse du président des États-Unis Donald Trump
- Janko Prunk, historien.